# Inter Club Brazzaville
El Inter Club Brazzaville es un equipo de la República del Congo que juega en la Primera División del Congo, la liga de fútbol más importante del país.

## Historia
Fue fundado en el año 1967 en la capital Brazzaville y ha resultado campeón de liga en 2 ocasiones y 3 veces ha ganado la Copa de Congo.
A nivel internacional ha participado en 5 ocasiones en torneos continentales, donde su mejor participación ha sido en la Recopa Africana 1988 y la Copa CAF 1995, donde alcanzó las semifinales.

## Palmarés
- Primera División del Congo: 2

1988, 1990
- Copa de Congo de Fútbol: 3

1978, 1985, 1987

## Participación en competiciones de la CAF
| Temporada | Torneo                            | Ronda            | Club                  | Casa | Visita | Global      |
| --------- | --------------------------------- | ---------------- | --------------------- | ---- | ------ | ----------- |
| 1978      | Recopa Africana                   | 1                | SC Alliance           | 0-0  | 4-1    | 4-1         |
| 1978      | Recopa Africana                   | 2                | NA Hussein Dey        | 1-2  | 0-3    | 1-5         |
| 1988      | Recopa Africana                   | 1                | USM Libreville        | 0-0  | 1-1    | 1-1 (a)     |
| 1988      | Recopa Africana                   | 2                | ASC Bouaké            | 1-0  | 1-1    | 2-1         |
| 1988      | Recopa Africana                   | Cuartos de final | Gor Mahia FC          | 4-1  | 1-2    | 5-3         |
| 1988      | Recopa Africana                   | Semifinales      | Ranchers Bees         | 1-0  | 0-2    | 1-2         |
| 1989      | Copa Africana de Clubes Campeones | 1                | Petro Atlético Luanda | 2-1  | 2-2    | 4-3         |
| 1989      | Copa Africana de Clubes Campeones | 2                | Iwuanyanwu Nationale  | 2-1  | 1-2    | 3-3 (5-4 p) |
| 1989      | Copa Africana de Clubes Campeones | Cuartos de final | Raja Casablanca       | 1-0  | 0-2    | 1-2         |
| 1991      | Copa Africana de Clubes Campeones | 1                | Vital'O FC            | 2-1  | 0-1    | 2-2 (a)     |
| 1995      | Copa CAF                          | 1                | Petrosport FC         | 0-2  | 2-0    | 2-2 (3-2 p) |
| 1995      | Copa CAF                          | 2                | Bendel Insurance      | 2-0  | 0-1    | 2-1         |
| 1995      | Copa CAF                          | Cuartos de final | Djoliba AC            | 1-2  | 2-0    | 3-2         |
| 1995      | Copa CAF                          | Semifinales      | AS Kaloum Star        | 0-1  | 0-1    | 0-2         |